# Сяргава, Карл Эрнст
Карл Эрнст Ся́ргава (по советскому паспорту Эрнст Юрьевич Сяргава, эст. Karl Ernst Särgava, до 1935 года — Петерсон) (эст. Peterson); 17 (29) апреля 1868, под Вяндра, Перновский уезд, Лифляндская губерния, Российская империя — 12 апреля 1958, Таллин, Эстонская ССР) — эстонский и советский писатель, драматург, народный писатель Эстонской ССР (1957). Видный представитель критического реализма в эстонской литературе.

## Биография

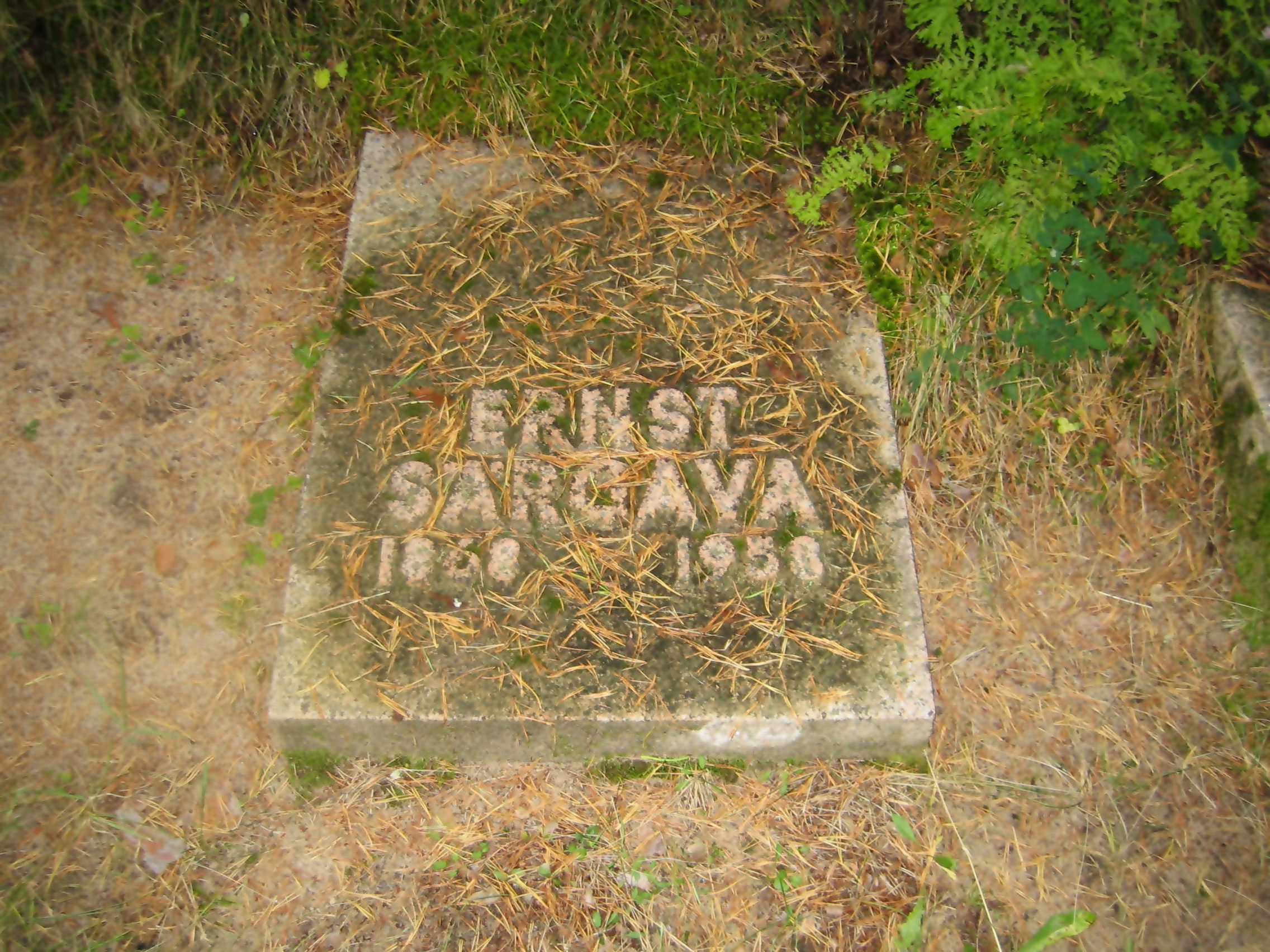
Могила Карла Эрнста Сяргавы на Лесном кладбище Таллина

Сын учителя. В 1878—1883 помогал своему отцу в школах. В 1889 окончил Тартускую учительскую семинарию. Учительствовал в различных школах Эстонии. С 1906 года до окончания Второй мировой войны работал в Таллине.
Активно участвовал в общественно-политической жизни. Несколько раз избирался депутатом городского совета Таллинн (1907—1918, 1930—1933), в 1938 году — в Национальное Собрание (Riigivolikogu). Псевдоним Сяргава стал использовать с 1935 года.

## Творчество
Печатался с 1890 года. В начале творчества находился под влиянием Карла Роберта Якобсона.
В 1899—1901 издал цикла рассказов «Язвы» (т. 1—3,), в которых изображена жизнь эстонской деревни.
Повесть «Просветитель» (1904) посвящена сельской интеллигенции. В ней показано банкротство программы просветительства в условиях политической реакции конца XIX века. После революция 1905—1907 годов в России писатель долго не печатался. В 1920 опубликовал драму «Цветок папоротника», в 1922 — комедию «Новый министр».
Труд последних десятилетий его жизни — исторический роман «Пойдём в город записываться, жизнь свою облегчать» (тт. 1—2, опубликован в 1968 году).
Похоронен на Лесном кладбище Таллина.

## Награды
- Орден Белой звезды 3-й степени (1938)
- Орден Эстонского Красного Креста (1934)
- Орден Орлиного креста 5 класса (1929)
- Орден «Знак Почёта» (30.12.1956)
- Народный писатель Эстонской ССР (1957)

## Память
- На бульваре Эстония в Таллине (у здания Банка Эстонии, напротив Таллиннской реальной школы, где работал учителем Эрнст Петерсон-Сяргава[3]) в 1985 году установлен памятник писателю.